# Jean-Claude Fontanet
Pour les articles homonymes, voir Fontanet.
Jean-Claude Fontanet, né à Genève le 16 février 1925 et mort le 15 juillet 2009 à Anières, est un romancier suisse de langue française.

## Biographie

### Origines et famille
Jean-Claude Fontanet naît le 16 février 1925 à Genève. Il est originaire de Thônex, dans le même canton. Son père est le caricaturiste Noël Fontanet ; sa mère se nomme Norma Cremona. Il est le frère du conseiller d'État genevois Guy Fontanet.
Il épouse Paule van Hollebeke, institutrice, fille d'un fonctionnaire international, en 1949.

### Études et maladie
Après ses études au Collège de Genève[réf. souhaitée], il commence à suivre l'enseignement de l'école des Beaux-Arts. À l'âge de 22 ans, sortant de l'école d'officiers, il contracte la tuberculose et doit ensuite séjourner trois ans dans un sanatorium à Leysin[réf. nécessaire].

### Œuvres et thèmes littéraires
L'expérience de la maladie chronique influence son œuvre littéraire.
Il fouille la vie souterraine des êtres, là où la folie prend corps, et analyse gravement la passion, qu'elle soit maternelle (Mater dolorosa, 1977), juvénile (Printemps de beauté, 1983) ou conjugale (L'espoir du monde, 1989). Une veine satirique, ironique voire burlesque parcourt ses romans comme Les panneaux (1978) ou La mascogne (1962), récit plus particulièrement genevois.

### Autres activités
Il a été rédacteur en chef des Cahiers des Amis de Robert Brasillach.

### Mort
Il meurt le 15 juillet 2009 à Anières, dans le canton de Genève.

## Distinctions
Il reçoit le Prix Schiller en 1976 pour son roman L'Effritement et en 1991 le prix de la Fondation Pittard de l'Andelyn.

## Œuvres
- Qui perd gagne, Éditions de la Baconnière, Neuchâtel, 1959
- La Mascogne ou le péché mignon du collégien, Éditions de la Baconnière, Neuchâtel, 1962. Le romancier y  relate notamment ses souvenirs de tricheries au Collège Calvin à Genève
- Tu es le père, Éditions de la Baconnière, Neuchâtel, 1965
- La Montagne, Éditions de la Table Ronde, Paris, 1970
- L'Effritement, prix de la Fondation Schiller et Prix Alpes-Jura 1976, Éditions de la Baconnière, Neuchâtel, 1975. Ce roman est le sombre récit d'une existence ratée.
- Mater Dolorosa, prix de la nouvelle de la Ville du Mans 1978, Éditions L'Âge d'Homme, Lausanne, 1978. Ce livre a pour sujet l'angoisse maladive d'une mère qui aime trop son fils.
- Les Panneaux, Éditions de la Baconnière, Neuchâtel, 1978
- Printemps de beauté, Éditions L'Âge d'Homme, Lausanne, 1983
- L'Écrivain, Éditions L'Âge d'Homme, Lausanne, 1987
- L'Espoir du monde, Éditions L'Âge d'Homme, Lausanne, 1989. L'écrivain raconte en termes romanesques, sa plongée dans une dépression qui l'a conduit à l'hôpital.
- La Revanche de Monsieur Pélichet, nouvelles, 1997